# Nagyborove
Nagyborove (szlovákul Veľké Borové) község Szlovákiában, a Zsolnai kerületben, a Liptószentmiklósi járásban.

## Fekvése
Liptószentmiklóstól 32 km-re északnyugatra, a Prószéki-völgy felső torkolata közelében fekszik.

## Története
A 16. században keletkezett a felső-árvai gorálok letelepedésével a közeli üveghuta környékén. 1654-ben említik először. Lakói üveggyártással és kereskedéssel foglalkoztak, a 18. századtól házaló ablakosok voltak. 1715-ben 15 adózó portája létezett. 1784-ben az első népszámlálás 64 házat és 461 lakost talált a községben.
A 18. század végén Vályi András így ír a faluról: „Nagy Borove. Tót falu Liptó Vármegyében, birtokosa Jób Uraság, lakosai katolikusok, határja elég, de kevés helyen trágyáztathatik, tűzre fája van, legelője szoross, harmadik Osztálybéli.”
1828-ban 112 házában 597 lakos élt.
Fényes Elek 1851-ben kiadott geográfiai szótárában így ír a faluról: „Borove (Nagy-, Kis-; vagy Alsó-, Felső), két egymás mellett lévő falu, Liptó vgyében; az első 589 k., 8 evang., a második 419 kath. lak. – Feküsznek Árva vmgye szélén; hegyes sziklás, sovány vidéken. F. u. Jób fam. Ut. p. Berthelen falu.”
A trianoni diktátumig Liptó vármegye Németlipcsei járásához tartozott.

## Népessége
| Év:            | 1994. | 2004.    | 2014.    | 2024. |
| -------------- | ----- | -------- | -------- | ----- |
| Emberek száma: | 105   | 86       | 56       | 42    |
| Eltérés:       |       | -18,09 % | -34,88 % | -25 % |

| Év:            | 2023. | 2024.   |
| -------------- | ----- | ------- |
| Emberek száma: | 45    | 42      |
| Eltérés:       |       | -6,66 % |

1910-ben 670, túlnyomórészt szlovák lakosa volt.
2001-ben 99 szlovák lakosa volt.
2011-ben 60 lakosa volt, ebből 59 szlovák.

## Nevezetességei
- Szent Kereszt felmagasztalása plébániatemploma egy korábbi fatemplom helyén 1823-ban épült, 1880-90 között neoklasszicista stílusban újították fel.